# 国際会館駅

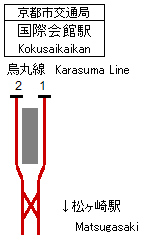
配線図

国際会館駅（こくさいかいかんえき）は、京都府京都市左京区岩倉南大鷺町にある、京都市営地下鉄烏丸線の駅。同線の起点駅である。駅番号はK01。近畿の駅百選に選定されている。関西地方の地下鉄駅で最北端。
近鉄線内では、当駅を京都側の終着駅のひとつであることを強調するため、京都線方面からの列車の行先案内などでは「京都国際会館」と案内することがある。なお方向幕の表示も線内折り返しと普通は単なる「国際会館」であるが、急行は「 京都 国際会館」（厳密には 京都 は縦書き）である。

## 歴史
- 1997年（平成9年）
  - 6月3日：京都市営地下鉄烏丸線の北山駅 - 当駅間の延伸開通に伴い開業する。正午より一般営業を開始[5]。
  - 8月5日：午前11時ごろ、大雨が駅構内に流れ込んで線路やホームが冠水し、一時不通になる[6]。
  - 11月19日：駅と国立京都国際会館を結ぶ4-2出入口が開通する[7]。
- 2000年（平成12年）1月13日：駅前広場（バスターミナル）および自転車等駐車場が供用開始される[8]。
- 2007年（平成19年）4月1日[9]：ICカード「PiTaPa」の利用が可能となる[1][10]。
- 2008年（平成20年）11月11日：駅構内に京都銀行のATMを設置する[11]。
- 2010年（平成22年）4月[12]：駅名標の下に、近隣施設の名称（同志社岩倉キャンパス）が広告として付記される[13]。
- 2017年（平成29年）4月1日：地下の自転車等駐車場内に、放置自転車等の保管所を開設する[14]。

## 駅構造
島式ホーム1面2線を有する地下駅である。改札口は1箇所のみ。車椅子対応エレベーターや多目的トイレが設置されるなどバリアフリー対応がなされている。
このほか、改札外にコンビニエンスストアおよび京都銀行のATMが設置されている。
トイレは改札外の5番出入口付近にある。

### のりば
| のりば | 路線   | 方向 | 行先                           |
| ------ | ------ | ---- | ------------------------------ |
| 1・2   | 烏丸線 | 下り | 四条・京都・竹田・近鉄奈良方面 |

※日中は基本的に片方のホームのみを利用するが、どちらに停車するかは時間帯によって異なる。

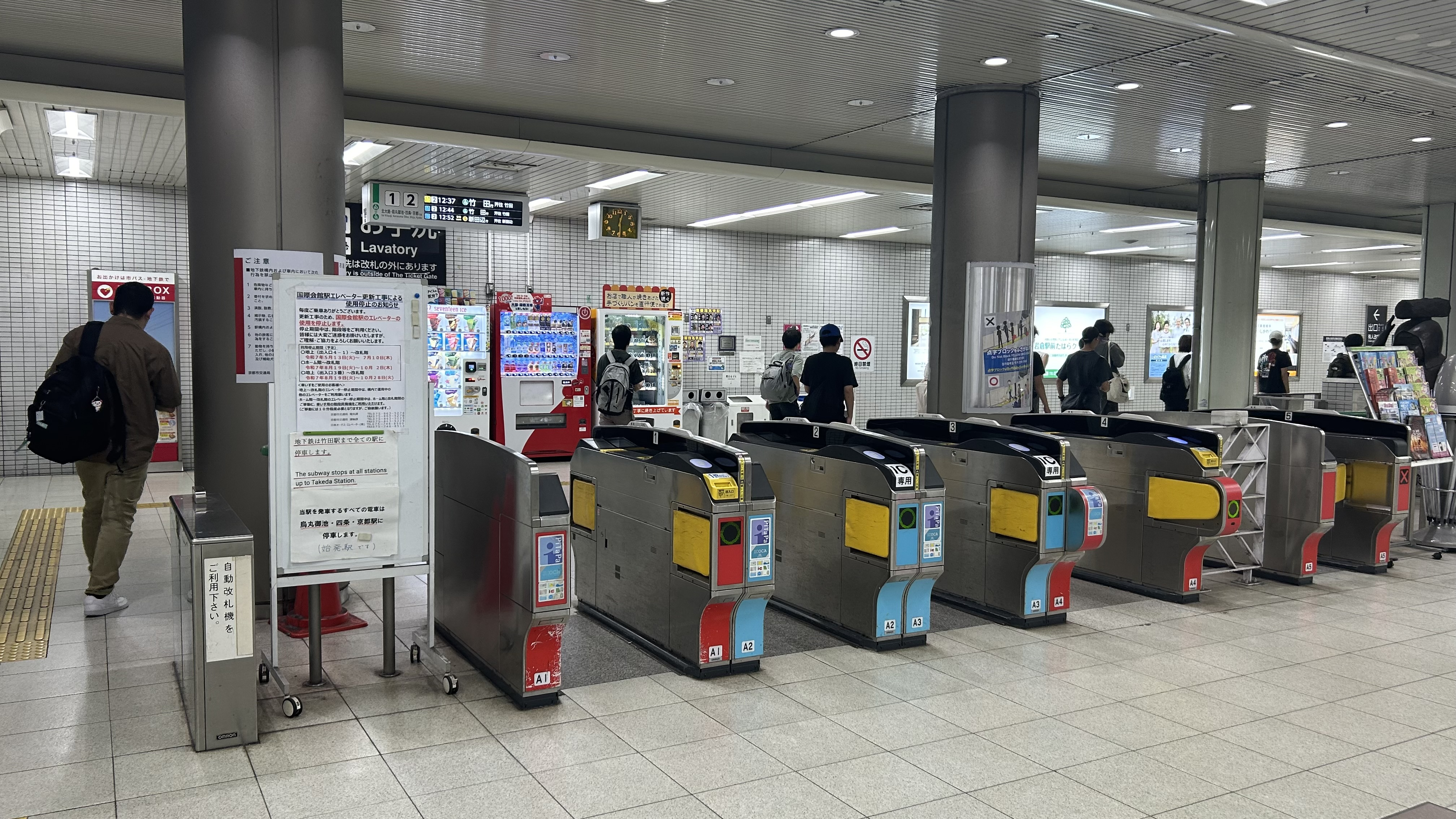
改札口
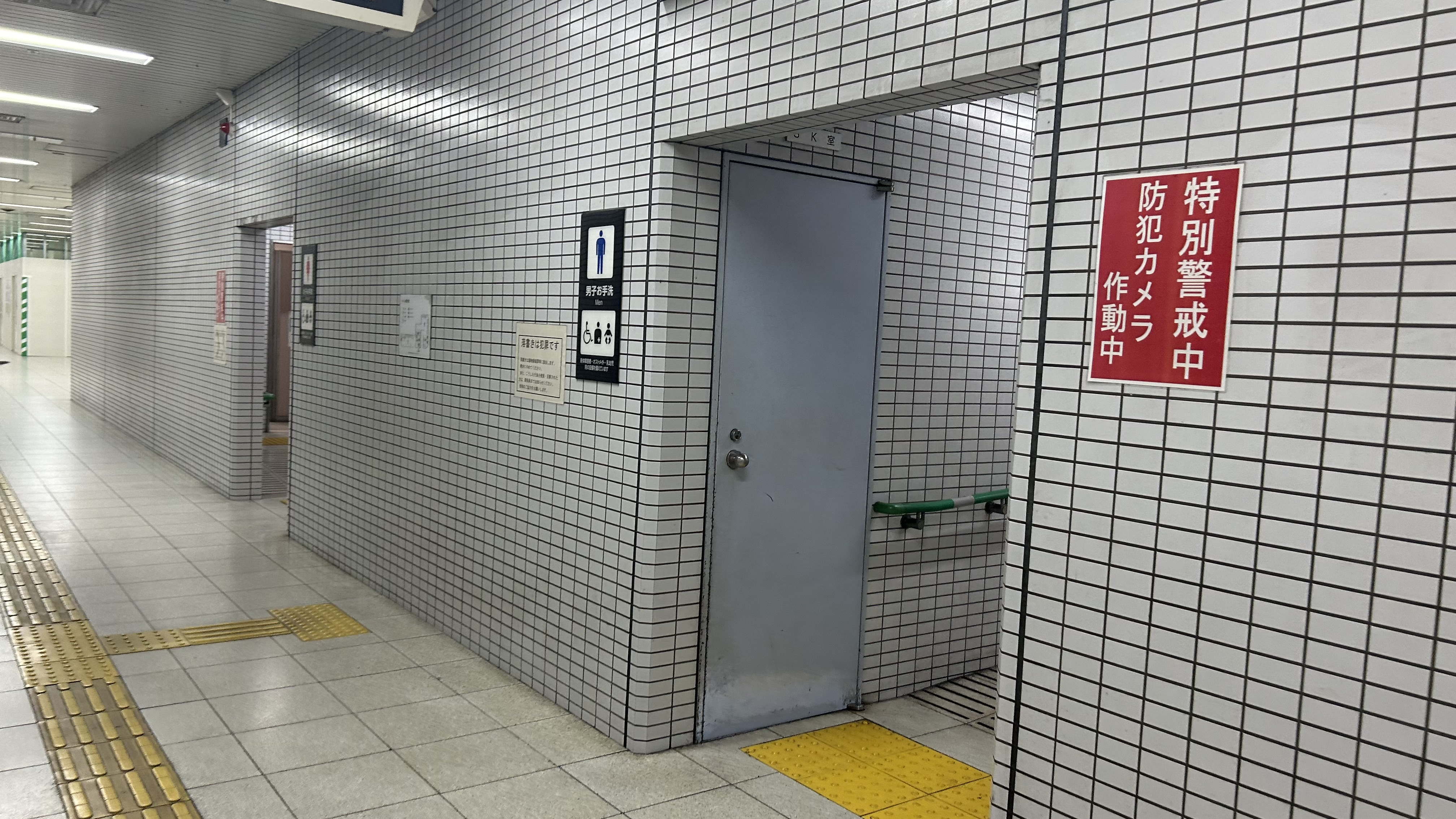
トイレ
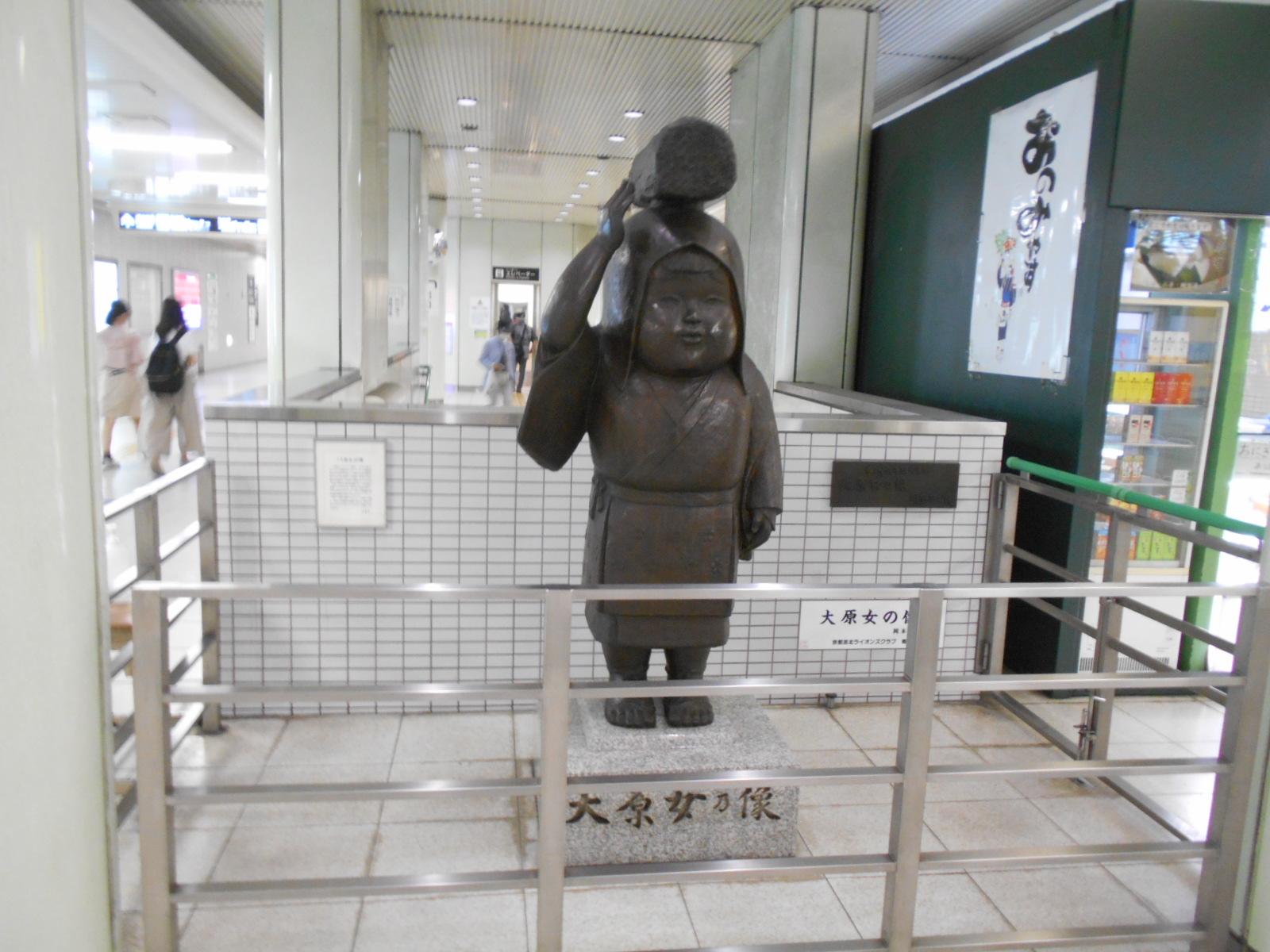
コンコースにある大原女乃像（2020年9月）
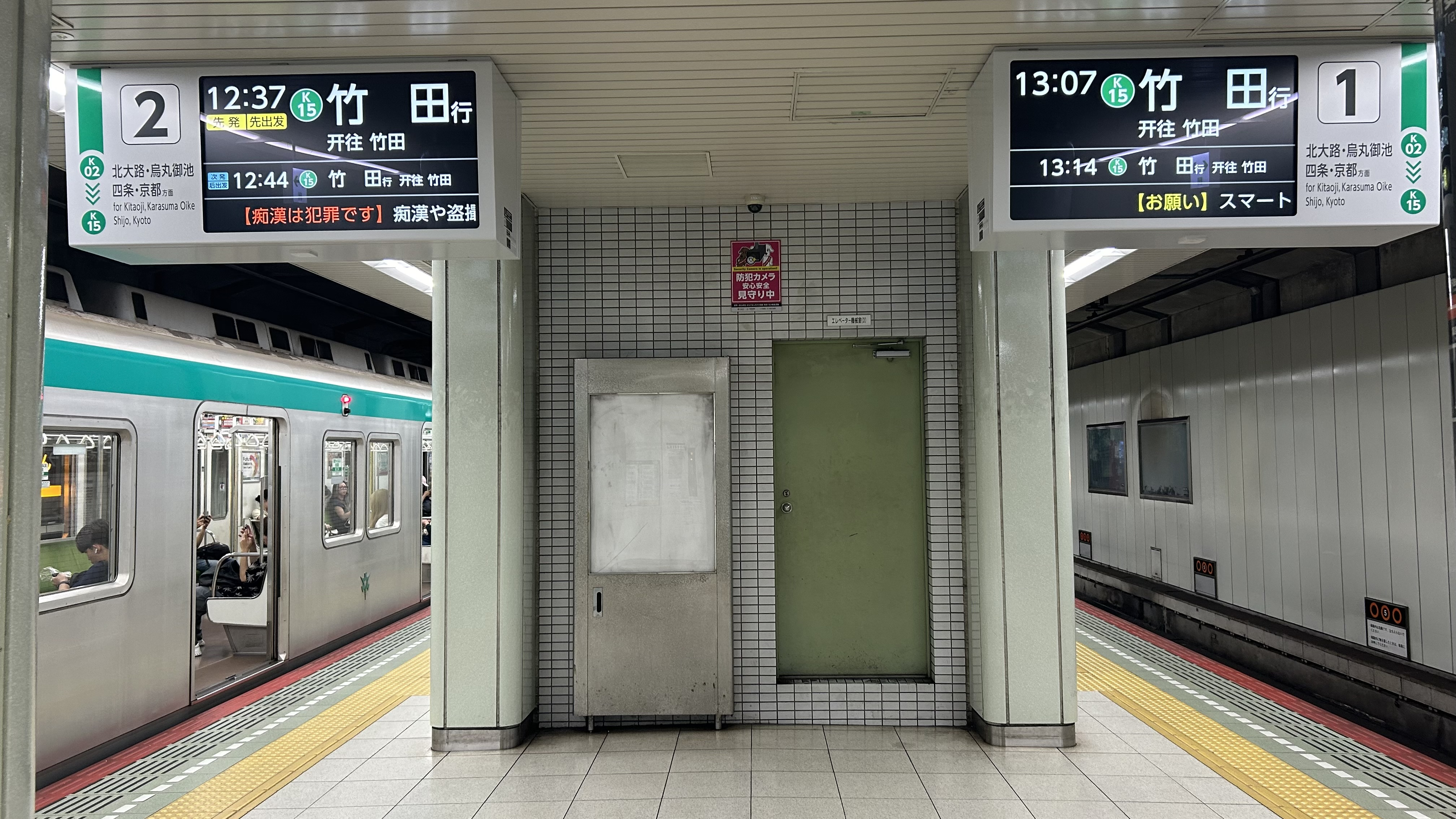
ホーム
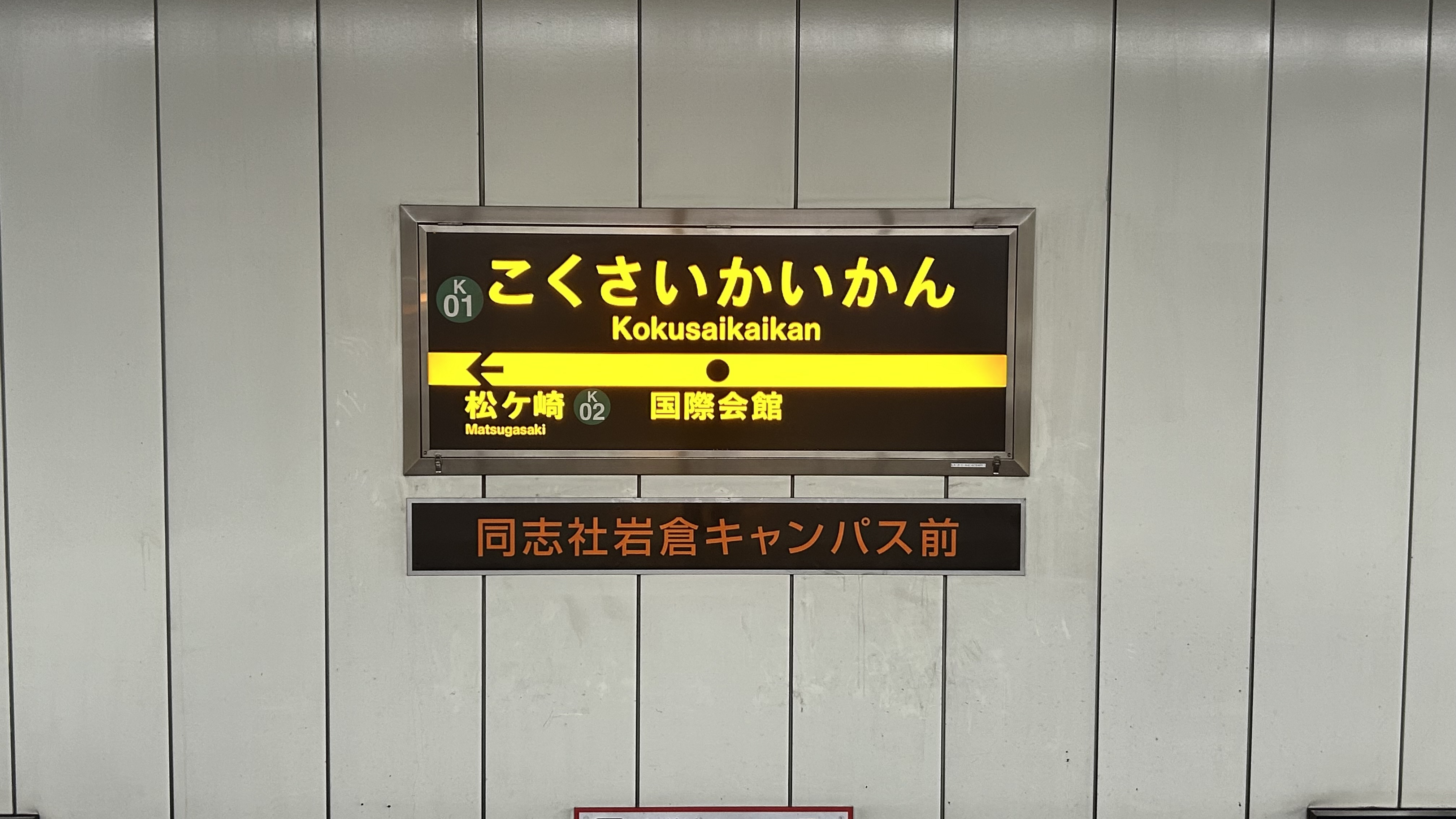
駅名標

### 出口
| 出口番号 | 方角 | 出口周辺                                                  | 最寄改札 | 備考             |
| -------- | ---- | --------------------------------------------------------- | -------- | ---------------- |
| 2        | 北西 | 岩倉南小学校・同志社中学校・同志社高等学校 叡山電鉄岩倉駅 | 改札口   |                  |
| 1        | 北東 | 同志社岩倉キャンパス・同志社小学校                        | 改札口   |                  |
| 4-1      | -    | 国際会館駅前広場                                          | 改札口   | エレベーターあり |
| 3        | 南   | 円通寺                                                    | 改札口   |                  |
| 4-2      | -    | 国立京都国際会館 イベントホール                           | 改札口   | 7:00～22:30      |
| 5        | -    | 宝ヶ池公園                                                | 改札口   |                  |

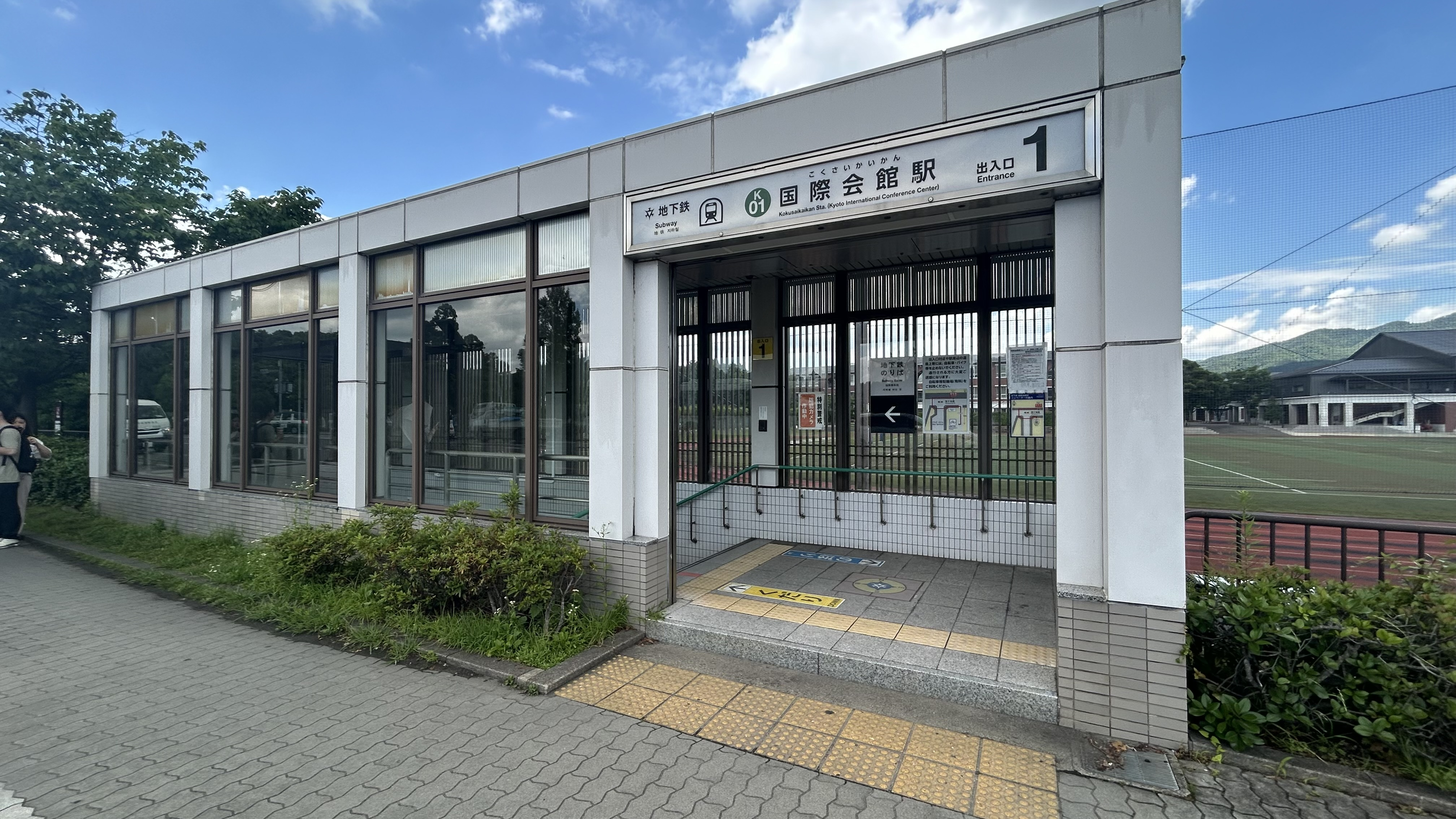
1番出入口
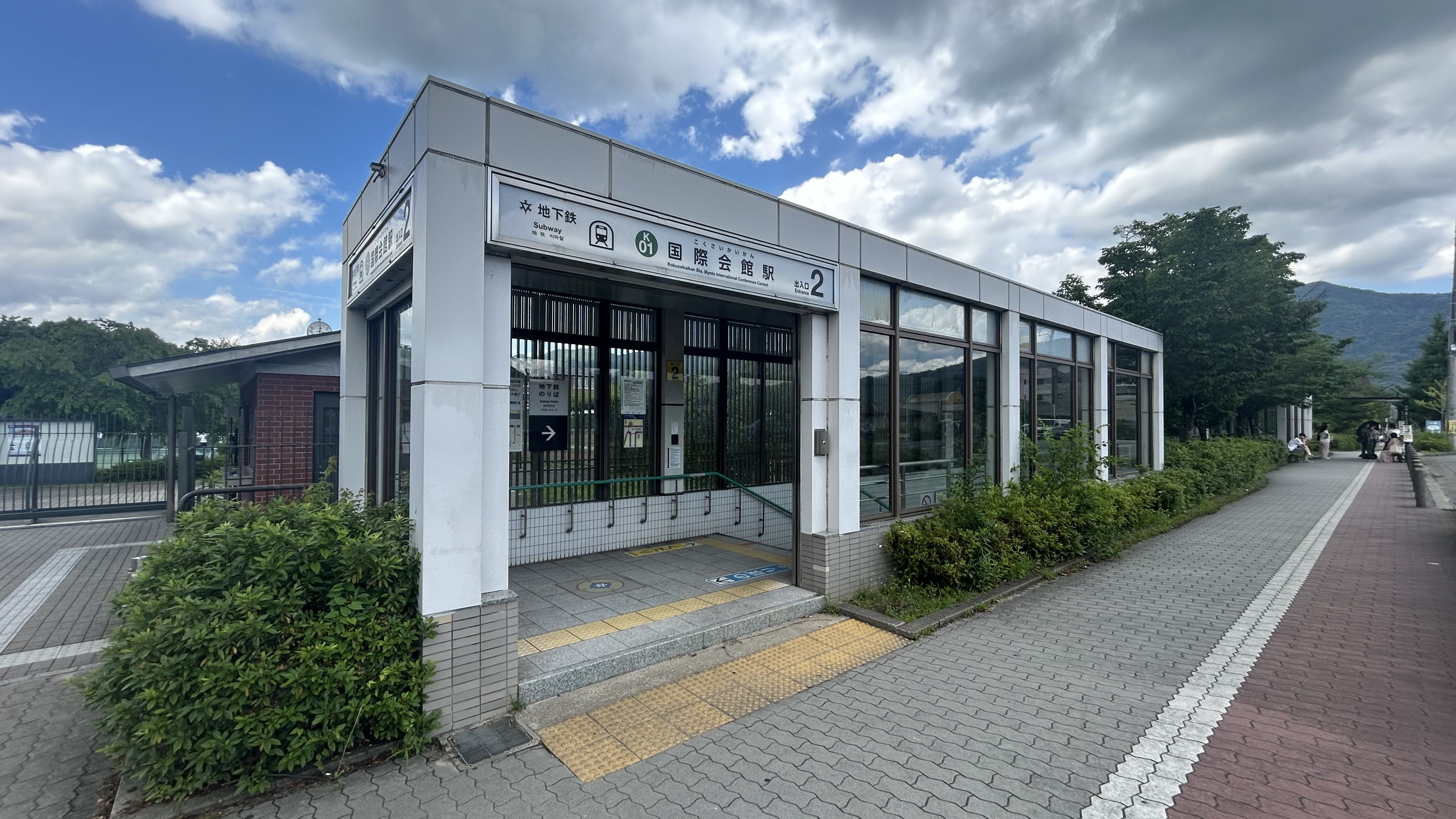
2番出入口
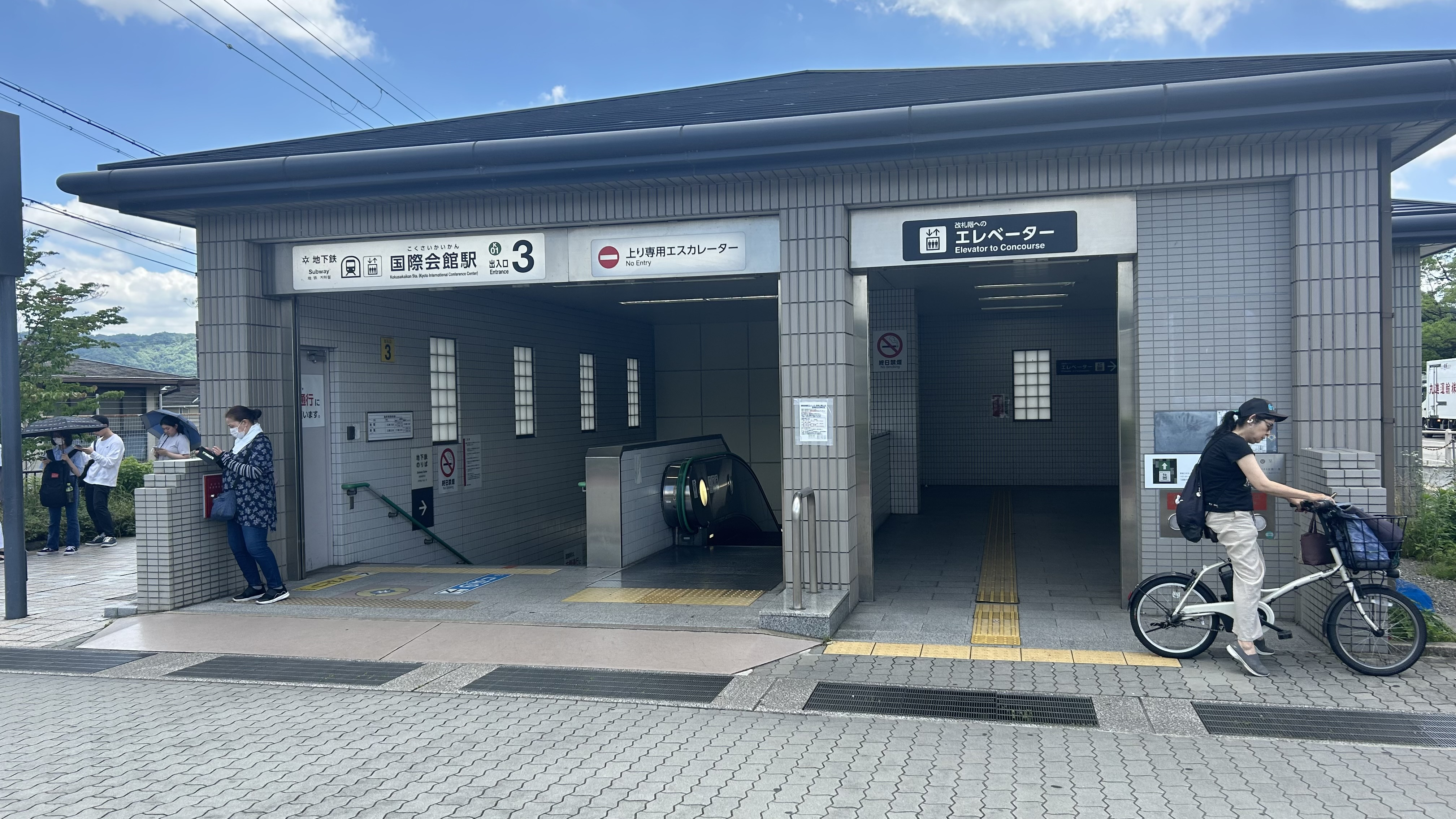
3番出入口
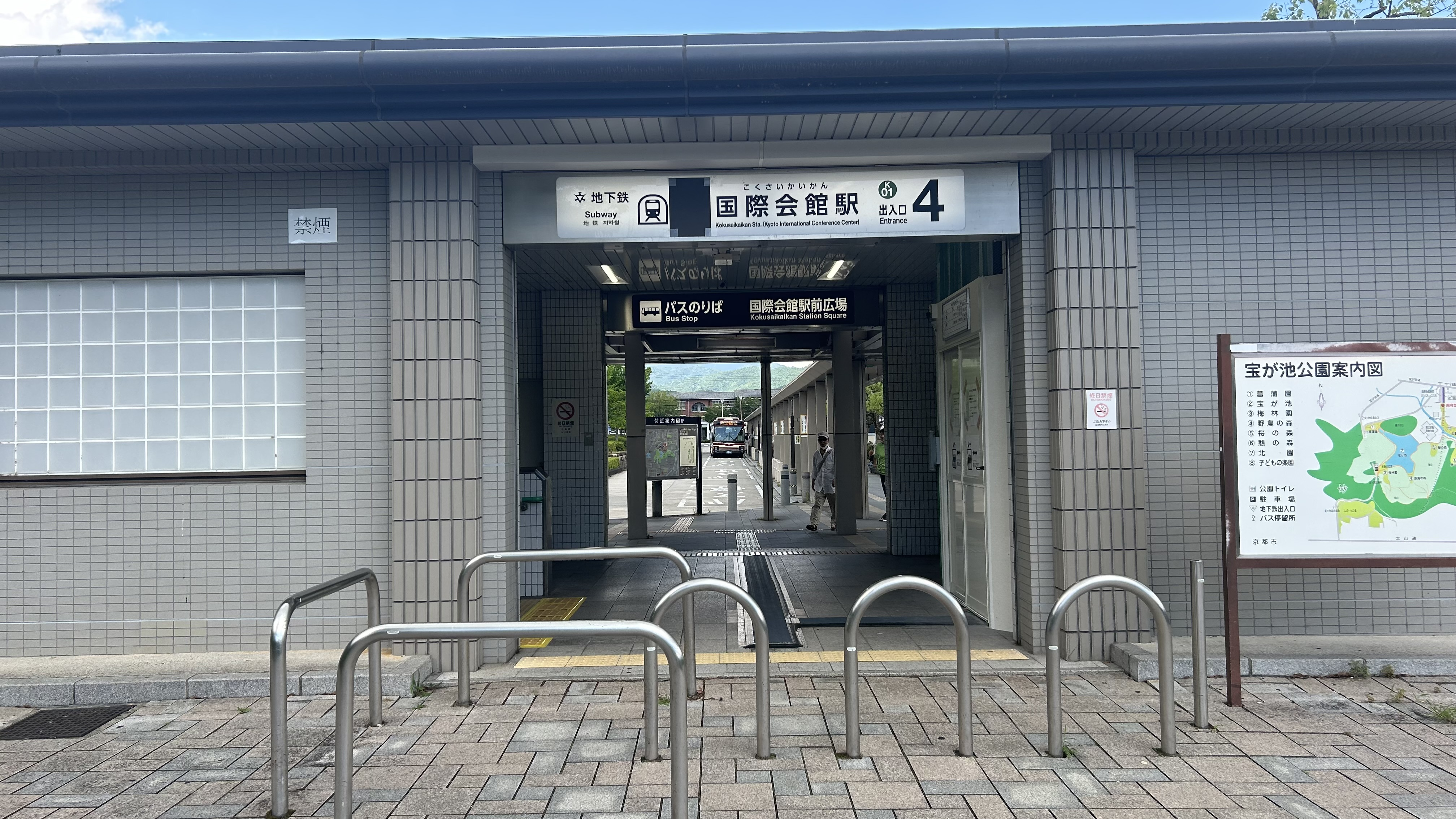
4-1出入口
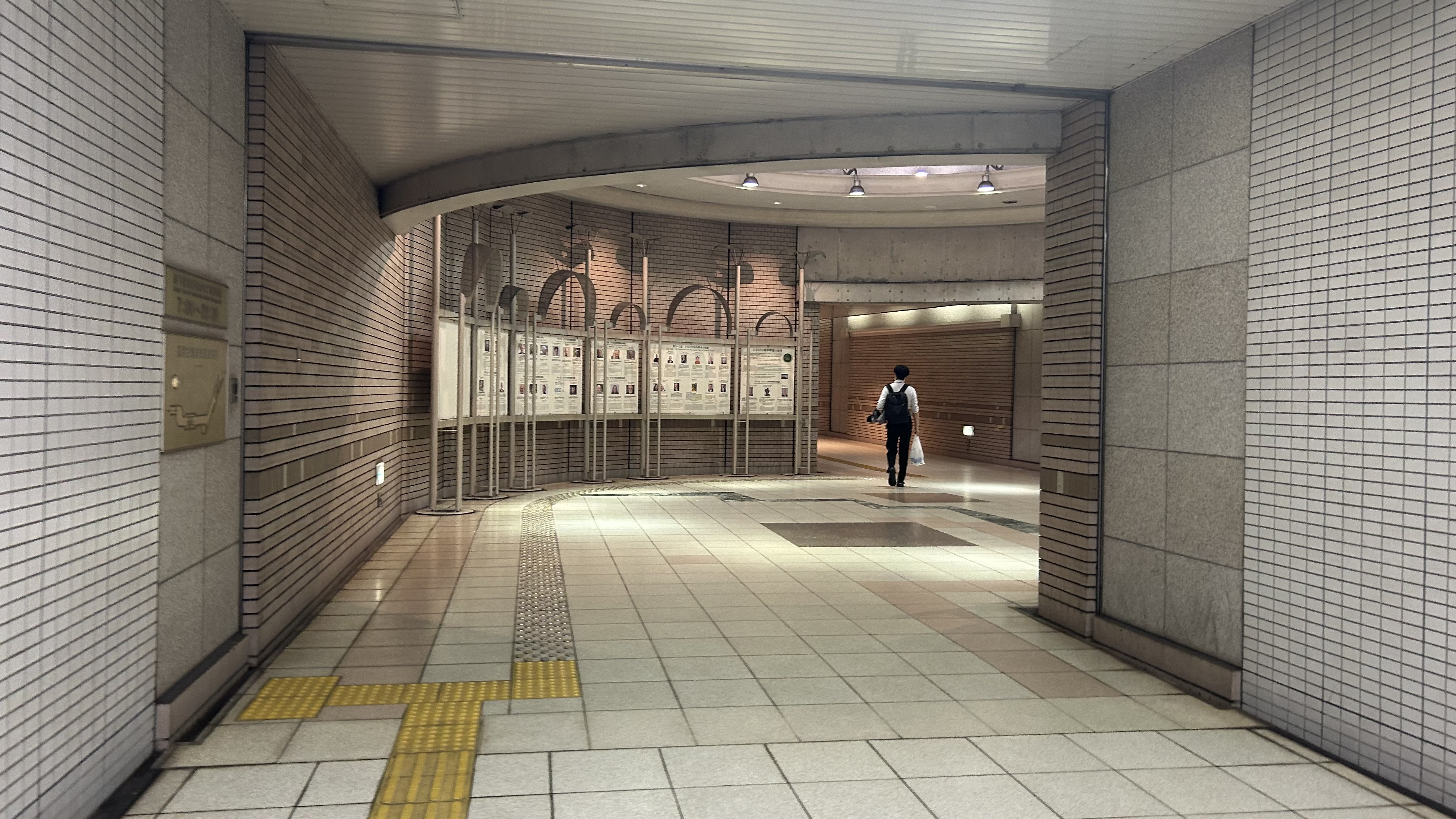
4-2出入口
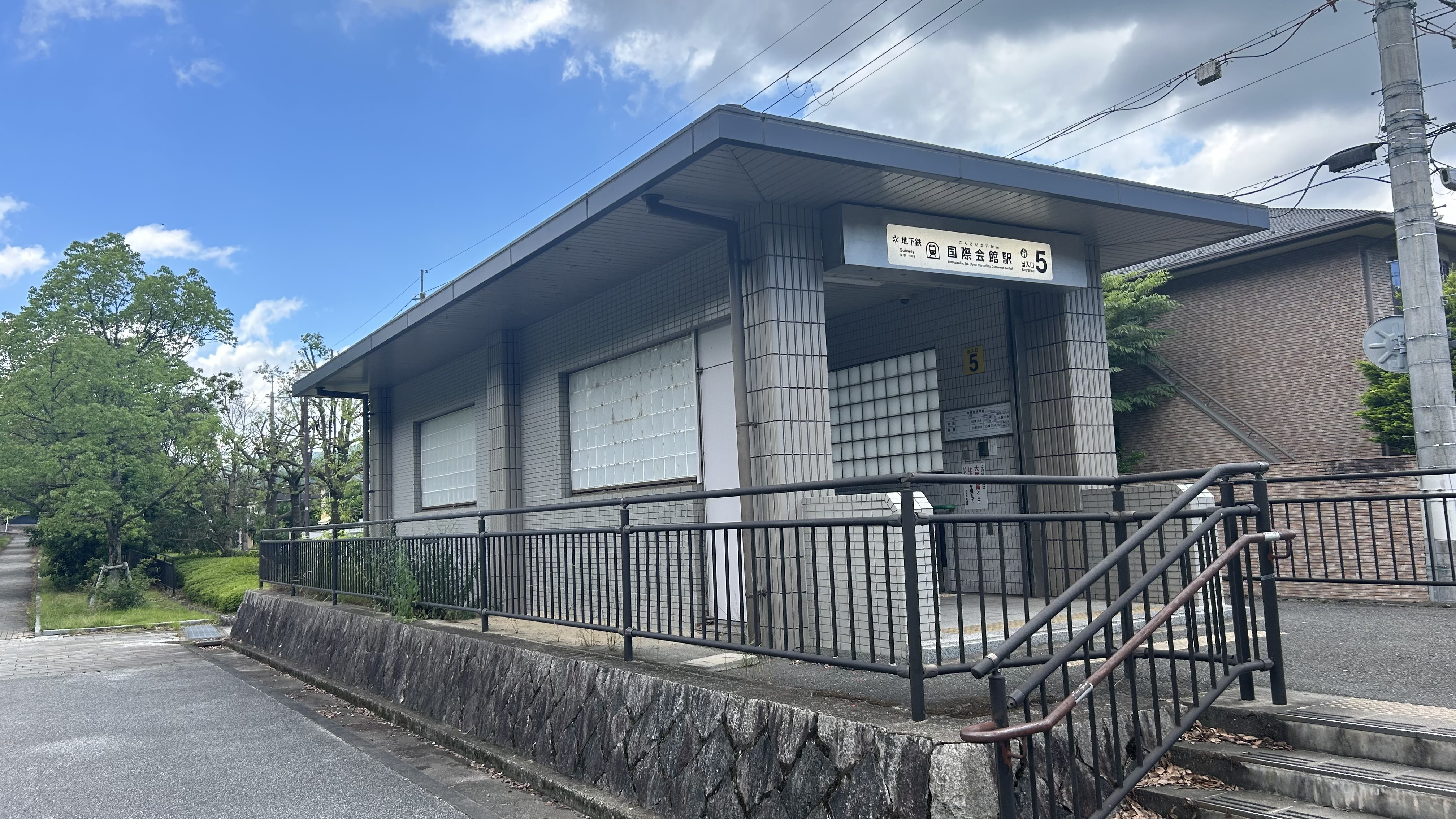
5番出入口

## 利用状況
2024年（令和6年）度の1日平均乗降人員は25,863人である。
各年度の1日平均乗降・乗車人員は下表のとおりである。
| 年度               | 1日平均 乗降人員 | 1日平均 乗車人員 | 出典   |
| ------------------ | ---------------- | ---------------- | ------ |
| 1998年（平成10年） |                  | 6,787            | [ 18 ] |
| 1999年（平成11年） | 13,011           | 6,482            | [ 19 ] |
| 2000年（平成12年） | 14,167           | 7,059            | [ 20 ] |
| 2001年（平成13年） | 15,120           | 7,532            | [ 21 ] |
| 2002年（平成14年） | 15,729           | 7,849            | [ 22 ] |
| 2003年（平成15年） | 15,905           | 7,933            | [ 23 ] |
| 2004年（平成16年） | 16,473           | 8,215            | [ 23 ] |
| 2005年（平成17年） | 16,505           | 8,232            | [ 23 ] |
| 2006年（平成18年） | 17,566           | 8,753            | [ 23 ] |
| 2007年（平成19年） | 19,005           | 9,307            | [ 23 ] |
| 2008年（平成20年） | 19,939           | 9,652            | [ 23 ] |
| 2009年（平成21年） | 21,416           | 10,680           | [ 24 ] |
| 2010年（平成22年） | 22,544           | 11,249           | [ 24 ] |
| 2011年（平成23年） | 23,368           | 11,660           | [ 24 ] |
| 2012年（平成24年） | 24,379           | 12,164           | [ 24 ] |
| 2013年（平成25年） | 24,849           | 12,400           | [ 24 ] |
| 2014年（平成26年） | 25,254           | 12,601           | [ 25 ] |
| 2015年（平成27年） | 25,648           | 12,800           | [ 25 ] |
| 2016年（平成28年） | 25,932           | 12,941           | [ 26 ] |
| 2017年（平成29年） | 25,567           | 12,759           | [ 27 ] |
| 2018年（平成30年） | 26,019           | 12,985           | [ 28 ] |
| 2019年（令和元年） | 26,028           | 12,987           | [ 29 ] |
| 2020年（令和02年） | 16,267           | 8,107            | [ 30 ] |
| 2021年（令和03年） | 19,168           | 9,557            | [ 31 ] |
| 2022年（令和04年） | 23,223           | 11,547           | [ 31 ] |
| 2023年（令和05年） | 24,994           | 12,423           | [ 31 ] |
| 2024年（令和06年） | 25,863           |                  | [ 17 ] |

## 駅周辺
- 国立京都国際会館[2][3]
- 宝が池公園[2]
- 宝ヶ池通
- ザ・プリンス 京都宝ヶ池
- 同志社 岩倉キャンパス
  - 同志社中学校・高等学校
  - 同志社小学校
- 京都市立岩倉南小学校
- 叡山電鉄岩倉駅

## バスターミナル

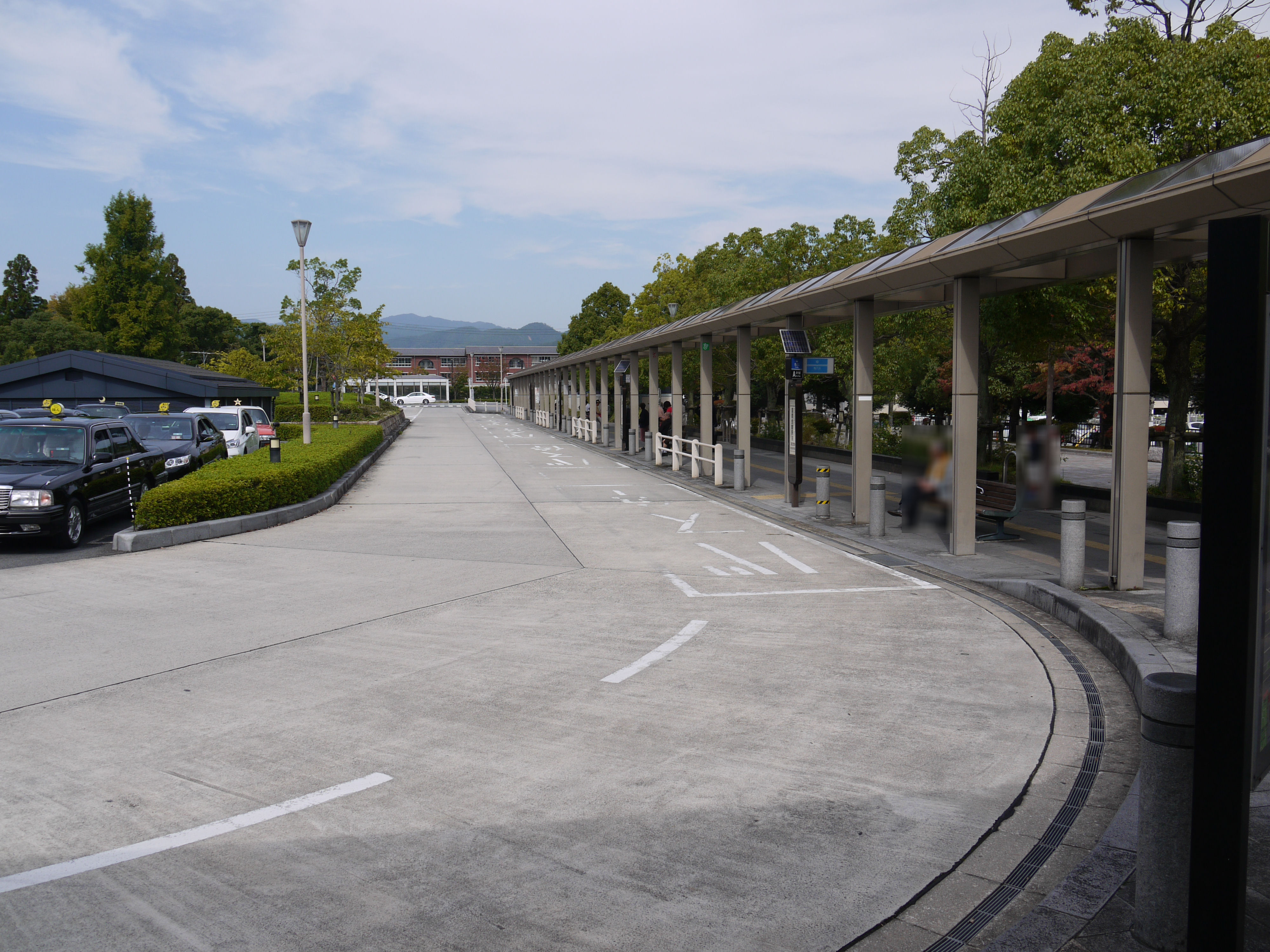
バスターミナル（2014年10月）

駅前にはバスターミナルおよびタクシー乗り場があり、京都市営バス（市バス）および京都バスが乗り入れている。岩倉方面のほか大原・鞍馬方面へ向かう各路線の起点となっているほか、駅西側にある岩倉操車場始発の市営バス路線が当ターミナルを経由する。バス停名は「国際会館駅前」である。
観光シーズンなどに大原方面へ向かう際、京都市内中心部からの直通系統は市街地での渋滞による遅延や混雑を来すことから、バス会社では当駅からの乗り継ぎ経路を広報している。
国際会館駅開業以前は宝ヶ池通に「京都国際会館」バス停があったが、開業により国際会館駅前にバス停が新設されたことにより、1997年6月ごろに休止された。国際会館駅前バス停は、同駅開業からしばらくは宝ヶ池通上にあったが、2000年1月13日に完成した国際会館駅前バスターミナル内へ移設された。なお、2019年3月16日のダイヤ改正からは京都バスの一部路線が地下鉄1番出入口付近に新設された「東行のりば」（現4のりば）に移転し、バスターミナルから離れている。

### バス路線
京都市営バス（市バス）
- Aのりば
  - 5・31・65号系統 - 岩倉操車場 行き
- Bのりば
  - 5号系統：白川通・三条京阪・四条河原町 京都駅 行
  - 31号系統：東山通・祇園・四条河原町 四条烏丸 行
  - 65号系統：東山通・熊野神社・烏丸丸太町 四条烏丸 行

京都バス
- 1のりば
  - 特16系統：出町柳駅・三条京阪 四条河原町 行
  - 特17系統：出町柳駅・三条京阪 京都駅 行
  - 24系統：岩倉実相院 行
  - 26系統：岩倉村松 行
- 2のりば
  - 40系統：北稜高校・地球研前 京都産業大学 行
  - 直行40系統：京都産業大学 行
  - 特40系統：西幡枝・幡枝八幡宮前 京都産業大学 行
- 3のりば
  - 46系統：円通寺道・洛北高校前 烏丸北大路 行
  - 50系統：北陵高校・地球研前 市原 行
  - 52系統：北陵高校・地球研前・市原 貴船口・鞍馬・鞍馬温泉 行
  - 54系統：北陵高校・地球研前・市原 静原・城山 行
  - 特54系統：北陵高校・地球研前・市原 貴船口・静原・城山 行
  - 庫：宝ヶ池球技場前・左京区総合庁舎・高野玉岡町 高野車庫 行
- 4のりば（地下鉄1番出口前）
  - 特16・特17・19系統[注釈 2]：八瀬駅前 大原・小出石 行[38]

このほか、地下鉄3番出口の東側にある宝ヶ池通上に、京都精華大学スクールバス（シャトルバス）のバス停がある。

## 隣の駅
京都市営地下鉄
 烏丸線
国際会館駅 (K01) - 松ヶ崎駅 (K02)
- 括弧内は駅番号を示す。